# Willem Adelaar
Willem F. H. Adelaar (n. La Haya, 1948) es catedrático de lenguas y culturas indígenas de América de la Universidad de Leiden (Países Bajos), miembro del comité científico internacional del programa de estudios andinos de la PUCP, doctor honoris causa por la Universidad Nacional Mayor de San Marcos y profesor honorario de la PUCP.
Realizó investigaciones de campo en el Perú central durante las décadas de 1970 y 1980 y contribuyó así al estudio de distintas variedades del quechua y de sus relaciones externas. Además, se ha especializado en el estudio de la tipología y de las relaciones históricas, filogenéticas y otras, que existen entre las lenguas autóctonas de las Américas como la familia aimara, el mapuche, la familia chibcha, el esmeraldeño, el guaraní y el puquina.
Entre sus intereses principales figura la situación amenazada de extinción y las posibilidades de supervivencia de las lenguas indígenas americanas. Entre sus principales publicaciones: Tarma Quechua (1977) y The languages of the Andes (2004) ("Las lenguas de los Andes").

## Obras (selección)
- 2009 Unesco Interactive Atlas of the World's Languages in Danger. (regional editor for South America). Paris: UNESCO
- 2007 The Languages of the Andes. con la colaboración de P. C. Muysken. Cambridge language survey. Cambridge University Press. Revised edition. ISBN 9780521368315
- 2007 The importance of toponomy, family names and historical documentation for the study of disappearing and recently extinct languages in the Andean region. In: L. Wetzels (ed.), Language endangerment and endangered languages. Linguistic and anthropological studies with special emphasis on the languages and cultures of the Andean-Amazonian border area, pp. 325–331. Leiden: CNWS.
- 2007 Ensayo de clasificación del katawixí dentro del conjunto harakmbut-katukina. En: A. Romero Figueroa, A. Fernández Garay and A. Corbera Mori (eds.), Lenguas indígenas de América del Sur: estudios descriptivo-tipológicos y sus contribuciones para la lingüística teórica, pp. 159–169. Caracas: Universidad Católica Andrés Bello.
- 2006 The Quechua impact in Amuesha, an Arawak language of the Peruvian Amazon. In: A.Y. Aikhenvald & R.M.W. Dixon (eds.), Grammars in contact. A cross-linguistic typology, pp. 290–312. Oxford y Nueva York: Oxford University Press.
- 1995 Raíces lingüísticas del quichua de Santiago del Estero. In: A. Fernández Garay & J.P. Viegas Barros (eds.), Actas de las Segundas Jornadas de Lingüística Aborigen, pp. 25–50. Universidad de Buenos Aires.
- 1994 La procedencia dialectal del manuscrito de Huarochirí sobre la base de sus características lingüísticas. Revista Andina, 12:1, pp. 137–154. Cusco: Centro "Bartolomé de Las Casas".
- 1987 Morfología del quechua de Pacaraos. Lima: Universidad Nacional Mayor de San Marcos.
- 1987 Aymarismos en el quechua de Puno. Indiana, 11, pp. 223‑231. Berlín: Gebr. Mann Verlag.
- 1982 Léxico del quechua de Pacaraos. Lima: Universidad Nacional Mayor de San Marcos: Centro de Investigación de Lingüística Aplicada: Documento de Trabajo No. 45.
- 1977 Tarma Quechua : grammar, texts, dictionary. Peter de Ridder Press.

## Enseñanza
Lenguas y culturas de América indígena: gramática y textos de maya yucateco, introducción a historia cultural andina, introducción a Mesoamérica, historia cultural, introducción a la lengua quechua, lenguas y culturas amazónicas, las lenguas extinguidas de la región andina, entre ellas: Muchik, Puquina. Estructuras y diversidad lingüística de la región andina, tópicos de la historia cultural andina, las sociedades americanas amerindias contemporáneas y lingüística amerindia comparativa.
Lingüística programa MA de la Pontificia Universidad Católica del Perú del Perú, Lima (2007–2009): topics in Andean linguistics.